# Donata
Donata – żeński odpowiednik imienia Donat. Łacińskie donatus oznacza „dany, darowany”. Wśród patronek tego imienia – św. Donata, jedna z wczesnych świętych Kościoła katolickiego.
Donata imieniny obchodzi 17 lutego, 7 kwietnia, 21 maja, 7 sierpnia, 5 października.

## Osoby o tym imieniu
- Donata Jancewicz –  polska lekkoatletka
- Donata Kilijańska – polska pływaczka
- Donata Leśnik – polska piłkarka
- Donata Vištartaitė –  litewska wioślarka